# Климюк Ігор Павлович
І́гор Па́влович Климю́к (15 вересня 1994, с. Оконськ, Маневицький район, Волинська область, Україна — 10 січня 2017, с. Новозванівка, Попаснянський район, Луганська область, Україна) — українській військовослужбовець, солдат Збройних сил України, учасник російсько-української війни. Позивний «Клим».

## Життєпис
Ігор Климюк народився 1994 року в селі Оконськ Маневицького району Волинської області, де пішов у перший клас школи. По тому родина переїхала в село Гірка Полонка Луцького району. 2010 року закінчив загальноосвітню школу села Гірка Полонка, у 2013 — Волинський коледж Національного університету харчових технологій (м. Луцьк) за спеціальністю «Слюсар-електрик з ремонту електроустаткування».
Після закінчення навчання працював електриком на Сільськогосподарському приватному підприємстві «Рать» в селі Ратнів Луцького району.
У червні 2015 року був призваний на строкову військову службу до лав Збройних Сил України. Пройшов підготовку в 179-му об'єднаному навчально-тренувальному центрі військ зв'язку, в/ч А3990, м. Полтава. В подальшому служив у 24-ій мехбригаді в Яворові. Ще до закінчення строкової служби у 2016 році підписав контракт.
Солдат, гранатометник 1-го механізованого відділення 3-го механізованого взводу 1-ї механізованої роти 1-го механізованого батальйону 24-ї окремої механізованої Залізної бригади імені князя Данила Галицького, в/ч А0998, м. Яворів. З 2016 року брав участь в антитерористичній операції на Сході України.
Загинув 10 січня 2017 року близько 11:00 від смертельного поранення у голову внаслідок обстрілу російсько-терористичними угрупуваннями позицій українських військових поблизу сіл Новозванівка та Троїцьке Попаснянського району Луганської області.
Похований в селі Гірка Полонка Луцького району.
По смерті залишилися батьки Алла і Павло Климюки, молодші брат та сестра.

## Нагороди та звання
- Указом Президента України № 58/2017 від 10 березня 2017 року «за особисту мужність, виявлену у захисті державного суверенітету та територіальної цілісності України, самовіддане виконання військового обов'язку» нагороджений орденом «За мужність» III ступеня (посмертно)[4].
- Почесний громадянин Луцького району (2017; посмертно)[5].

## Вшанування пам'яті
- 26 травня 2017 року в с. Гірка Полонка на стіні Гіркополонківської ЗОШ І-ІІІ ст. встановили меморіальну дошку випускнику школи Ігорю Климюку[6].
- Вшановується в меморіальному комплексі «Зала пам'яті», в щоденному ранковому церемоніалі 10 січня[7][8].